# Iran sota influència britànica i soviètica
La influència britànica i soviètica a l'Iran es va establir a conseqüència de la invasió anglo-soviètica del país,  que fou una invasió conjunta de l'Estat Imperial de l'Iran per forces britàniques, de la Commonwealth, i soviètiques; el seu nom en codi fou Operation Countenance i va tenir lloc entre el 25 d'agost de 1941 i el 17 de setembre del mateix any. El propòsit de l'operació era assegurar els jaciments petrolífers perses i el subministrament per a les forces soviètiques que combatien contra les forces de l'Eix en el Front Oriental. Encara que Iran era oficialment neutral, el seu monarca era afí a les potències de l'Eix i va ser deposat durant la posterior ocupació i reemplaçat pel seu fill, Mohammad Reza Pahlevi.

## Rerefons
Després de l'inici de l'Operació Barbarroja per part d'Alemanya al juny de 1941, el Regne Unit i la Unió Soviètica es van convertir en aliats. Per la seva banda, encara que neutral, Reza Pahlavi simpatitzava obertament amb Alemanya. Això preocupava als britànics, que temien que la refineria petroliera d'Abadán, propietat de la Anglo-Iranian Oil Company, pogués caure en mans alemanyes; aquesta refineria produïa vuit milions de tones de combustible en 1940, la qual cosa la convertia en un objectiu de crucial importància estratègica per als aliats. L'exèrcit alemany mantenia el seu avanç a través de la Unió Soviètica i el Corredor Persa era una de les poques rutes encara obertes que permetia l'arribada als soviètics dels subministraments enviats pels Estats Units.
A mesura que els cada vegada més freqüents atacs dels submarins alemanys i les males condicions del gel feien de la ruta de Arkhàngelsk un viatge extremadament perillós, el ferrocarril trans-iranià es convertia en una ruta molt atractiva per al transport de les mercaderies que entraven pel golf Pèrsic. Les dues nacions aliades van pressionar a l'Iran i al Shah, però això únicament va tenir per efecte l'augment de la tensió i la convocatòria de manifestacions proalemanyes a Teheran. Reza Pahlavi es va negar a expulsar del país als súbdits alemanys i va prohibir l'ús del ferrocarril als aliats; això va portar a britànics i soviètics a envair Pèrsia el 25 d'agost de 1941. No obstant això, segons els informes de l'ambaixada britànica a Teheran en 1940, el nombre total de ciutadans alemanys a l'Iran —tant tècnics com a espies— no era de més d'un miler.

## Invasió
La invasió es va produir d'una manera ràpida i va ser realitzada sense dificultat. El comandament Britànic per a l'Iraq (conegut també com a l'Iraqforce), ara comandament Britànic per a Pèrsia i l'Iraq (Paiforce) va avançar des del sud, dirigit pel Tinent General Edward Quinan. LaPaiforce estava integrada per les 8a i 10a Divisions d'Infanteria Índia, la 2a Brigada Cuirassada Índia, la 4a Brigada de Cavalleria Britànica (que va passar més tard a ser la 9a Brigada Cuirassada) i la 21a Brigada d'Infanteria Índia. Els soviètics van atacar pel nord amb el 44è, 47è i el 53è Exèrcits del Front Transcaucàsic sota les ordres del General Kozlov. També van participar forces aèries i navals.

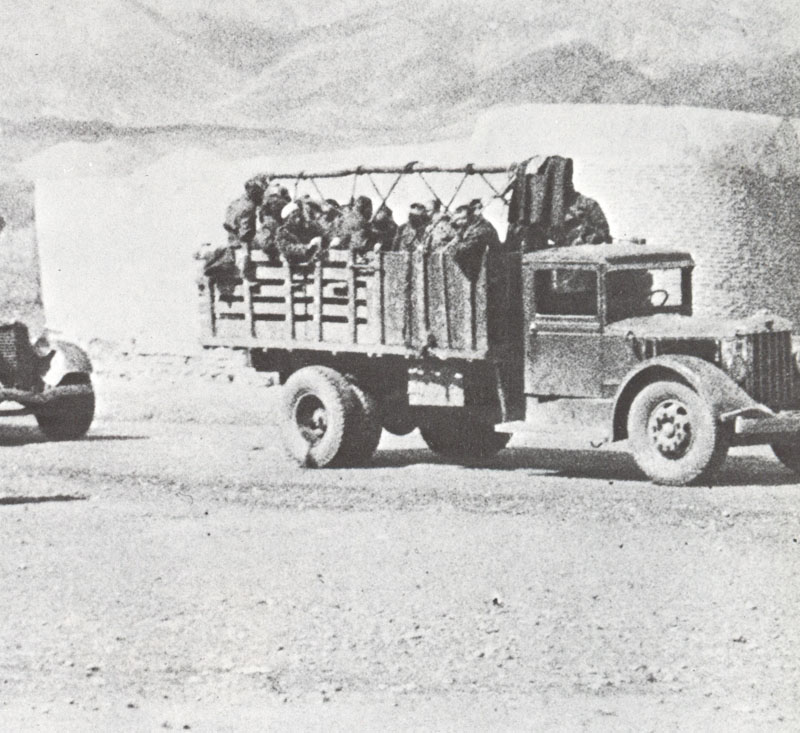
Soldats soviètics creuant la frontera amb Iran el 25 d'agost de 1941.

Per la seva banda, l'exèrcit iranià va mobilitzar nou divisions d'infanteria. Reza Shah va sol·licitar l'empara del president dels Estats Units Franklin D. Roosevelt segons la Carta de l'Atlàntic:
No obstant això, la súplica no va aconseguir una resposta del president americà en el sentit de detenir la invasió, tal com indica la resposta de Roosevelt.
Roosevelt va assegurar també al xah fent notar «les declaracion emeses pels governs soviètic i britànic al govern iranià que no tenen pretensions sobre la independència o integritat territorial de l'Iran». No obstant això, els soviètics recolzarien posteriorment als estats separatistes del nord, mentre que els Estats Units i el Regne Unit recolzarien el cop d'estat contra el popular i democràticament triat Primer Ministre iranià Mohammed Mossadegh durant la Crisi d'Abadan de 1953.

### Operacions britàniques i índies

Mapa de l'Iraq i de l'oest de l'Iran el 1941

La campanya va començar el 25 d'agost amb un atac a l'alba del destructor britànic HMS Shoreham sobre el port d'Abadan. El destructor iranià Palang va ser enfonsat ràpidament, i la resta de vaixells destruïts o capturats.
No va haver-hi temps per preparar la resistència. Les instal·lacions petrolieres d'Abadan van ser ocupades per dos batallons de la 24a Brigada Índia, pertanyents a la 8a Divisió Índia a través d'un atac amfibi creuant el riu Shatt al-Arab des de Basra. Una petita força va desembarcar a Bandar-i-Shahpur des del creuer mercant HMAS Kanimbla per assegurar el port i la terminal petroliera. La Royal Air Force va atacar les bases aèries i de comunicacions. La 8a Divisió Índia (Brigades 18 i 25 sota el comandament de la 10a Divisió Índia) van avançar des de Basra fins a Qasr Shiekh, que va ser presa el 25 d'agost i pel 28 d'agost ja havia arribat a Ahwaz, quan el xah va ordenar el cessament de les hostilitats. Més al nord, vuit batallons britànics i indis sota el Major William Slim van avançar des de Khanaqin (160 km al nord-est de Bagdad i a 480 km de Basra) a través dels camps de petroli de Naft-i-Shah cap al pas de Pai Tak, que obria el camí de Kermanshah i Hamadán. Pai Tak va ser presa el 27 d'agost, després que els soldats que defensaven la posició es retiressin durant la nit i l'assalt a Kermanshah va ser avortat quan els defensors van sol·licitar una treva per negociar la seva rendició.

### Operacions soviètiques
Els soviètics van envair des del nord i va avançar cap a Maku, que havia estat estovada per bombardejos. També va haver-hi desembarcaments soviètics a Bandar-i Pahlavi, a la costa de la mar Càspia. En un incident, els vaixells soviètics van patir "foc amic".

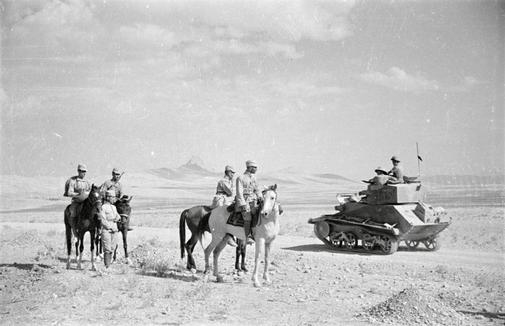
Forces soviètiques i britàniques reunint-se en el desert prop de Qazvin, agost de 1941.

## Conseqüències
En les accions navals, dos vaixells de guerra iranians van ser enfonsats i quatre paralitzats per la Royal Navy. Sis avions de combat iranians van ser abatuts. Aproximadament 800 soldats, mariners i aviadors iranians van morir, incloent l'almirall Bayandor. Al voltant de 200 civils van morir també en els bombardejos russos a Gilan. Les baixes britàniques i índies van ser de 22 morts i 42 ferits.
Sense aliats militars que poguessin ajudar-los, la resistència iraniana va ser ràpidament sobrepassada i neutralitzada pels tancs soviètics i britànics i la infanteria. Les forces britàniques i soviètiques es van unir a Senna (100 km a l'oest de Hamadan) i Qazvin (100 milles a l'oest de l'Iran i 200 milles al nord-est de Hamadan) el 30 d'agost i 31, respectivament. Iran va ser derrotat i els camps petroliers i la valuosa Trans-Iranian Railway van quedar en mans dels Aliats. A causa de la falta de transport, els britànics van decidir no establir cap força més enllà de Hamadan i Ahwaz.
Mentrestant, el nou Primer Ministre iranià, Forughí, va decidir expulsar de Teheran al ministre alemany i al seu personal, tancar les legacions alemanya, italiana, hongaresa i romanesa, i lliurar a tots els altres ciutadans alemanys a les autoritats britàniques i soviètiques. L'incompliment de l'última d'aquestes condicions va portar a les tropes britàniques i soviètiques a entrar a Teheran el 17 de setembre, l'endemà de l'arrest i posterior desterrament de Reza Shah a Sud-àfrica, després d'haver cedit el tron al seu fill Mohammad Reza Pahlevi. Les forces soviètiques i britàniques es van retirar de Teheran el 17 d'octubre, després que els alemanys haguessin estat expulsats encara que Iran es va dividir de fet entre Gran Bretanya i la Unió Soviètica durant la durada de la guerra.

## Successos durant l'ocupació

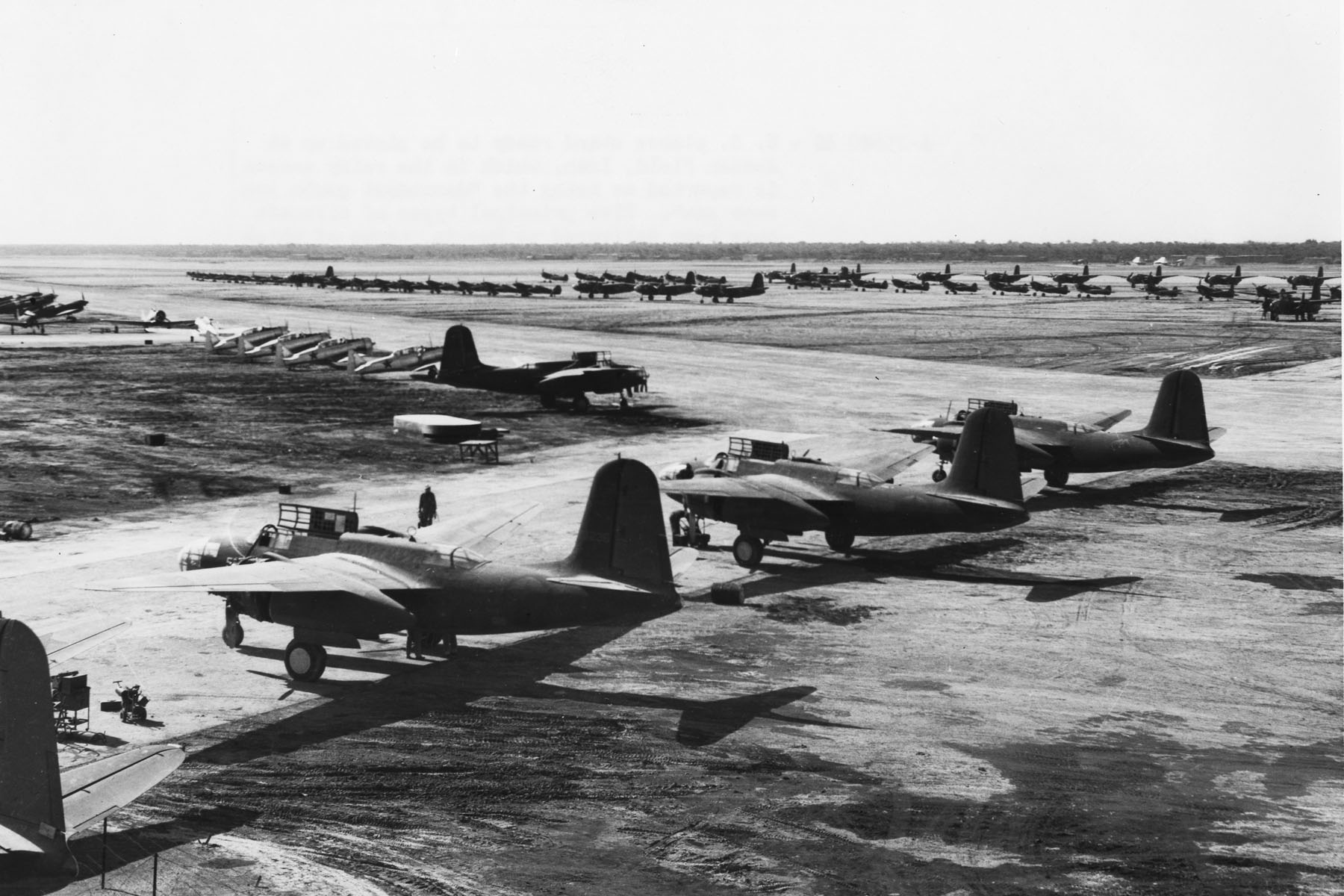
Avions subministrats pels Estats Units (mitjançant el Programa de Préstec i Arrendament), llestos per ser recollits a l'aeròdrom d'Abadan, Iran.

L'obertura del anomenat «Corredor Persa» com a ruta de proveïment crucial per a la Unió Soviètica va proporcionar un flux massiu de subministraments —més de 5 milions de tones de material— als soviètics en primer lloc, però també als britànics a l'Orient Mitjà.
El gener de 1942, el nou xah va signar un tractat d'aliança amb Gran Bretanya i la Unió Soviètica pel qual Iran es comprometia a proveir assistència no militar als esforços de guerra dels Aliats. L'article cinquè del tractat, encara que no suscitava la sencera confiança del jove monarca, obligava als Aliats a sortir de l'Iran «no més de sis mesos després del cessament de les hostilitats». El setembre del 1943, Iran va declarar la guerra a Alemanya, guanyant amb això el seu ingrés a l'Organització de les Nacions Unides creada l'any anterior. En la Conferència de Teheran de novembre del mateix any 1943, el president dels EUA Franklin D. Roosevelt, el primer ministre britànic Winston Churchill i el secretari general Iosif Stalin van reafirmar el seu compromís a respectar la independència i la integritat territorial iranianes, i es van manfiestar disposats a incrementar l'assistència econòmica a l'Iran. Segons el tractat, Iran no estava ocupat, sinó que era un membre de les Potències Aliades.
Amb tot, els efectes de la guerra van ser molt perjudicials per al país. L'administració estatal va resultar greument danyada per la invasió, la qual cosa va pertorbar els subministraments d'aliments i altres articles de primera necessitat. A més, els soviètics van confiscar la major part de les collites del fèrtil nord de l'Iran, la qual cosa va provocar una escassetat d'aliments per al comú de la gent. Els ocupants britànics i soviètics van utilitzar el subministrament de gra com a moneda de canvi, i la crisi alimentària es va agreujar encara més a causa de les necessitats de les tropes estrangeres i de l'ús de la xarxa de transport per als desplaçaments d'equip militar. Els britànics van pressionar al xah perquè nomenés de nou primer ministre a Ahmad Qavam, la gestió del qual del subministrament alimentari i del conjunt de l'economia va ser defectuosa. El 1942 van esclatar a Teheran disturbis per exigir pa. Les autoritats van declarar la llei marcial i la policia va matar diversos manifestants. A més, la inflació va augmentar en un 450%, la qual cosa va crear grans dificultats a les classes baixes i mitjanes. En algunes regions es van produir fams que van arribar a provocar morts però, malgrat tot, no va haver-hi pràcticament cap resistència armada als ocupants.

## Retirada
Durant els tres anys que va durar l'ocupació, Stalin havia expandit la influència política soviètica a l'Azerbaidjan i Kurdistan iranians, al nord-oest del país. El 12 de desembre de 1945, després de setmanes de violents enfrontaments, es va crear la República Popular de Azerbaijan, recolzada per Moscou. Igualment, a la fi de 1945 es va fundar a Mahabad la República Popular Kurda. Les tropes del govern iraniana enviades per restablir el control van ser bloquejades per unitats de l'Exèrcit Roig. Quan va expirar el termini estipulat per a la retirada el 2 de març de 1946, sis mesos després del final de la guerra, les tropes britàniques van iniciar la seva evacuació; Moscou, no obstant això, va adduir "amenaces per a la seguretat soviètica".
Les tropes soviètiques no iniciarien la seva retirada fins al maig de 1946, després de rebre la promesa de concessions petrolíferes. Les repúbliques soviètiques del nord van ser ràpidament derrotades i les concessions revocades. D'altra banda, Gran Bretanya mantindria els seus privilegis petrolífers a la zona gràcies a la Anglo-Persian Oil Company i malgrat el descontentament popular a causa de les condicions laborals dels treballadors iranians.

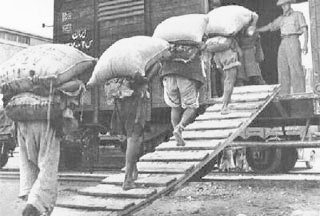
Treballadors Iranians forçats per les tropes ocupants a carregar els seus propis trens requisats.

## Compensació de les demandes
El 2009, el llavors president iranià Mahmud Ahmadineyad va dir que el seu país va sofrir després de les invasions durant la Segona Guerra Mundial i que "romandrà fins a la fi la reclamació" per obtenir una indemnització completa. També va dir "Demanarem una indemnització per danys i perjudicis de la II Guerra Mundial. M'han assignat un equip per calcular els costos, vaig a escriure una carta al Secretari General de l'ONU Ban Ki-moon demanant per a l'Iran a ser indemnitzat pels danys i perjudicis, durant aquest període en què el poble iranià va ser sotmès a una gran pressió i el país va sofrir una gran quantitat de danys, però a Iran no se li va pagar cap compensació."